# The Drums
The Drums is een Amerikaanse band uit Brooklyn (New York) die werd opgericht in 2008.
In het eerste nummer van NME en van Clash Magazine van 2010 stond de band op nummer 1 in de tips voor dat jaar. In februari 2010 speelden The Drums samen met The Maccabees, Bombay Bicycle Club en The Big Pink op meerdere plaatsen in het Verenigd Koninkrijk tijdens de NME Shockwaves tour. Tijdens de Cosmic Love Tour van Florence and The Machine in 2010 verzorgt The Drums het voorprogramma.

## Discografie

### Albums
| Titel                | Releasedatum      | Bijzonderheden |
| -------------------- | ----------------- | -------------- |
| The Drums            | 8 juni 2010       |                |
| Portamento           | 6 september 2011  |                |
| Encyclopedia         | 23 september 2014 |                |
| Abysmal Thoughts     | 16 juni 2017      |                |
| Brutalism            | 5 april 2019      |                |
| Mommy Don't Spank Me | 15 april 2021     |                |

| Album met hitnotering(en) in de Vlaamse Ultratop 200 albums | Datum van verschijnen | Datum van binnenkomst | Hoogste positie | Aantal weken | Opmerkingen |
| ----------------------------------------------------------- | --------------------- | --------------------- | --------------- | ------------ | ----------- |
| Summertime!                                                 | 15-02-2010            | -                     |                 |              | ep          |
| The Drums                                                   | 04-06-2010            | 12-06-2010            | 44              | 13           |             |
| Portamento                                                  | 09-09-2011            | 17-09-2011            | 96              | 1            |             |

### Singles
| Titel                                     | Jaar | Bijzonderheden |
| ----------------------------------------- | ---- | -------------- |
| Let's Go Surfing / Don't Be A Jerk, Jonny | 2009 |                |
| I Felt Stupid / Down By the Water         | 2009 |                |
| Best Friend                               | 2010 |                |
| Forever and ever, Amen                    | 2010 |                |
| Let's Go Surfing / Don't Be A Jerk, Jonny | 2010 |                |
| Me and the Moon                           | 2010 |                |
| The New World                             | 2011 |                |
| Money                                     | 2011 |                |
| How It Ended                              | 2011 |                |
| Days                                      | 2012 |                |
| Magic Mountain                            | 2014 |                |
| I Can't Pretend                           | 2014 |                |
| Blood Under My Belt                       | 2017 |                |
| Heart Basel                               | 2017 |                |
| Head of The Horse                         | 2017 |                |
| Mirror                                    | 2017 |                |
| Meet Me In Mexico                         | 2018 |                |
| Body Chemistry                            | 2019 |                |
| 626 Bedford Avenue                        | 2019 |                |
| Loner                                     | 2019 |                |
| Try                                       | 2019 |                |
| Ambulance                                 | 2020 |                |

| Single met hitnotering(en) in de Vlaamse Ultratop 50 | Datum van verschijnen | Datum van binnenkomst | Hoogste positie | Aantal weken | Opmerkingen |
| ---------------------------------------------------- | --------------------- | --------------------- | --------------- | ------------ | ----------- |
| Let's go surfing                                     | 08-02-2010            | 01-05-2010            | 43              | 4            |             |
| Forever and ever amen                                | 14-06-2010            | 21-08-2010            | tip28           | -            |             |
| How it ended                                         | 07-11-2011            | 31-12-2011            | tip68           | -            |             |
| Days                                                 | 20-02-2012            | 03-03-2012            | tip75           | -            |             |